# رون كورب
رون كورب هو مؤلف موسيقى تصويرية ومغن مؤلف وملحن ومنتج أسطوانات وعازف جاز كندي، (ولد في تورونتو في كندا 1961  م).

## وصلات خارجية
- الموقع الرسمي
- رون كورب على موقع IMDb (الإنجليزية)
- رون كورب على موقع ميوزك برينز (الإنجليزية)
- رون كورب على موقع ديسكوغز (الإنجليزية)